# Rochus Habitzky
Rochus Andreas Habitzky (ur. 14 marca 1927 w Braniewie, zm. 19 lipca 2011 w Kerpen) – niemiecki duchowny katolicki, teolog i filolog klasyczny. Przetłumaczył na łacinę i opublikował książki Theodora Storma, Rainarda Brune i innych autorów niemieckich. Był jednym z najlepszych badaczy i redaktorów dzieł św. Augustyna, którego pisma apologetyczne wydał opatrując komentarzem krytycznym. Założył i przez trzydzieści lat kierował Kołem Łacińskim w Duisburgu.

## Życiorys

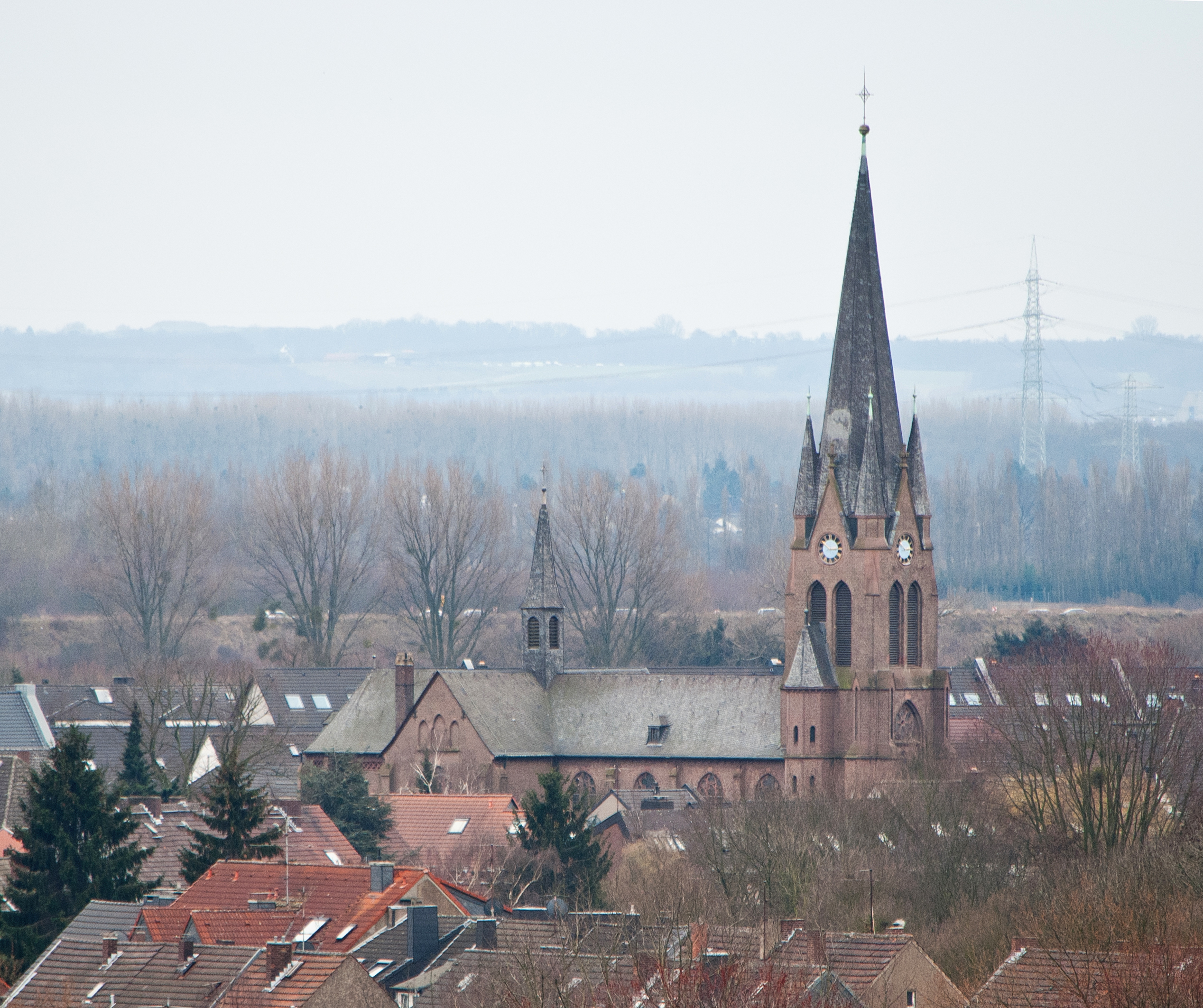
Parafia w Duisburgu-Huckingen, w której posługiwał przez 23 lata

Rochus Habitzky urodził się w Braniewie w Prusach Wschodnich w katolickiej rodzinie księgarza Josepha (1880–1960) i Marii z domu Boenig (1888–1966), fryzjerki, do 1924 nauczycielki w Elisabethschule, a w latach 1939–1944 w gimnazjum im. Hermanna von Salzy, spadkobiercy słynnego kolegium jezuickiego założonego w 1565 roku przez biskupa Hozjusza. Rodzice pobrali się w 1924 w Braniewie, mieli trójkę dzieci: Ruchus, Meinolf (ur. 1928, został również duchownymi doktorem teologii) oraz Innocenz (ur. 1930, został nauczycielem), rodzina do 1945 mieszkała w Braniewie przy Poststraße 31.
W 1944, w ostatnim roku wojny, Rochus został wcielony do Reichsarbeitsdienst, następnie do Wehrmachtu, trafił do niewoli jenieckiej.
W 1945 wstąpił do zakonu augustianów, studiował teologię w Würzburgu. Święcenia kapłańskie przyjął 22 lipca 1951. Później studiował jeszcze filologię klasyczną, w latach 1952–1955 był nauczycielem religii w Weiden, w latach 1955–1961 w szkole zawodowej w Duisburgu. W 1961 roku został inkardynowany do diecezji Essen. Do 1964 był nauczycielem w Oberhausen, następnie kapelanem w Mülheim, a od 1968 do 1991 był proboszczem parafii w Duisburg-Huckingen. W 1991 przeszedł na emeryturę.
Oprócz obowiązków kapłańskich zajmował się teologią, w szczególności twórczością św. Augustyna. Jego pisma apologetyczne opublikował ponownie i opatrzył aparatem krytycznym. Sam przetłumaczył z języka niemieckiego na łacinę kilka książek Theodora Storma, Reinharda Brune i braci Grimm. W Duisburgu założył i przez trzydzieści lat prowadził Koło Łacińskie, którego członkowie spotykali się regularnie, aby prowadzić rozmowy w języku starożytnych Rzymian. Towarzystwo przyjęło nazwęo Circulus Latinus Duisburgensis.
Zmarł po krótkiej chorobie w nocy z 18 na 19 lipca 2011 roku. Pochowany został 25 lipca po mszy żałobnej w kościele św. Ducha na cmentarzu parafialnym w Kerpen-Neubottenbroich.

## Dzieła naukowe i tłumaczenia

### Publikacje naukowe
- Aurelius Augustinus Lehrer der Gnade. Schriften gegen die Pelagianer, Würzburg, Augustinus-Verlag, 1971
- Thomas Gerhard Ring, Gegen Julian : VI Bücher ; Text und Übersetzung Aurelius Augustinus, Würzburg : Augustinus-Verl., 2005
- Der Christliche Kampf /Die christliche Lebensweise: Augustinus bei echter, 1987 (współautor: Adolar ZumKeller)
- Von Strafe und Nachbelassung der Sünden - Die Kindertaufe /Der Geist und der Buchstabe /Natur und Gnade: Augustinus...2000 (współautor: Adolar ZumKeller)
- Aurelius Augustinus: Der christliche Kampf und Die christliche lebensweise, 1961, tłumaczenie Rochus Andreas Habitzky, wstęp i objaśnienia Adolar Zumkeller

### Tłumaczenia łacińskie
- René Saksa Lucere ubique lucernas caelestes (tytuł org.: Vino corriente. Sprung über die Pyrenäen), Leichlingae, R. Brune Verlag, 1998
- De agricola eiusque ancilla (tytuł org.: Der Bauer und die Magd), 1988.
- Theodor Storm, Duae fabulae : Viola tricolor. De speculo Cypriani, R. Brune Verlag, 1998.
- Theodor Storm, In St.-Jürgen, Leichlingae, R. Brune Verlag, 2000.
- Theodor Storm, De quadam confessione, Leichlingae, R. Brune Verlag, 2001.
- Nonnulli apologi Grimmiani (tłumaczenie na łacinę znanych baśni braci Grimm)[7]
- René Saksa: Lucere ubique lucernas caelestes, Leichlingen 1998